# 洪錫炫
洪 錫炫（ホン・ソキョン、1949年10月20日 - ）は、大韓民国の実業家。本貫は南陽洪氏。

## 生涯
1968年に京畿高等学校を卒業。1972年にソウル大学校電子工学科で学士号を取得。1978年にスタンフォード大学で産業工学の修士号を取得。1980年にスタンフォード大学で経済学の博士号を取得。その後は世界銀行に入り、続いて韓国政府職員となった。1986年にサムスングループに参加。
1994年からは中央日報の発行人を務め、同社とサムスングループとの関係を密接にした。2002年から2004年までは世界新聞協会会長を務めた。
2004年12月に駐米大使に就任。2005年7月、洪錫炫に贈賄疑惑が浮上した。中央日報社長だった1997年の大統領選挙の際に李会昌候補や金大中候補へ政治資金を提供し、サムスングループへの利益を誘導したという疑惑であった。洪錫炫は2005年7月26日に大使辞任の意思を表明した。
2006年12月27日、中央日報に復帰し、会長に就任した。JTBC会長もつとめる。
2010年代から徐々に一線から退き始め、2020年代に入った息子の洪正道（ホン・ジョンド）が事実上グループの仕事を担当している。
韓国棋院総裁、国際囲碁連盟会長。2016年李世ドルとAlphaGoの世紀の囲碁対決でも直接参加し、大会を主管した。

## 家族
- 父親: 洪璡基 - 中央日報代表取締役会長、法務部長官。
- 母親: 金允楠（朝鮮語版）
- 姉: 洪羅喜（朝鮮語版） - サムスン美術館リウム館長、李健熙夫人。
- 弟: 洪錫肇（朝鮮語版） - 普光ファミリーマート会長。
- 弟: 洪錫埈（朝鮮語版） - サムスンSDI副社長。
- 弟: 洪錫珪（朝鮮語版） - 普光代表取締役会長。
- 妹: 洪羅玲（朝鮮語版） - サムスン文化財団常務。
- 妻: 申硯均 - 申稙秀（朝鮮語版）の娘。